# 福王寺 (射水市)
福王寺（ふくおうじ）は、富山県射水市にある高野山真言宗の寺院。山号は宝林山。旧加茂神社神宮寺。

## 文化財等
- 木造不動明王立像（富山県指定有形文化財 昭和59年2月22日）　杉材の一木造り　高さ160cm
- 木造阿弥陀如来坐像（富山県指定有形文化財 昭和59年2月22日）
- 木造毘沙門天立像（富山県指定有形文化財 昭和60年9月12日）　ヒノキ材の一木造り
- 賀茂本地仏の聖観世音菩薩坐像　33年に1度しか御開帳されない秘仏
- 立花図絵馬　江戸時代初期製作
- 地獄図絵
- 黄不動(掛軸)

## 交通
- あいの風とやま鉄道線小杉駅よりタクシーで約10分
- 国道8号線小白石交差点より車で5分、本郷西交差点より車で5分